# Blaze Motorsport

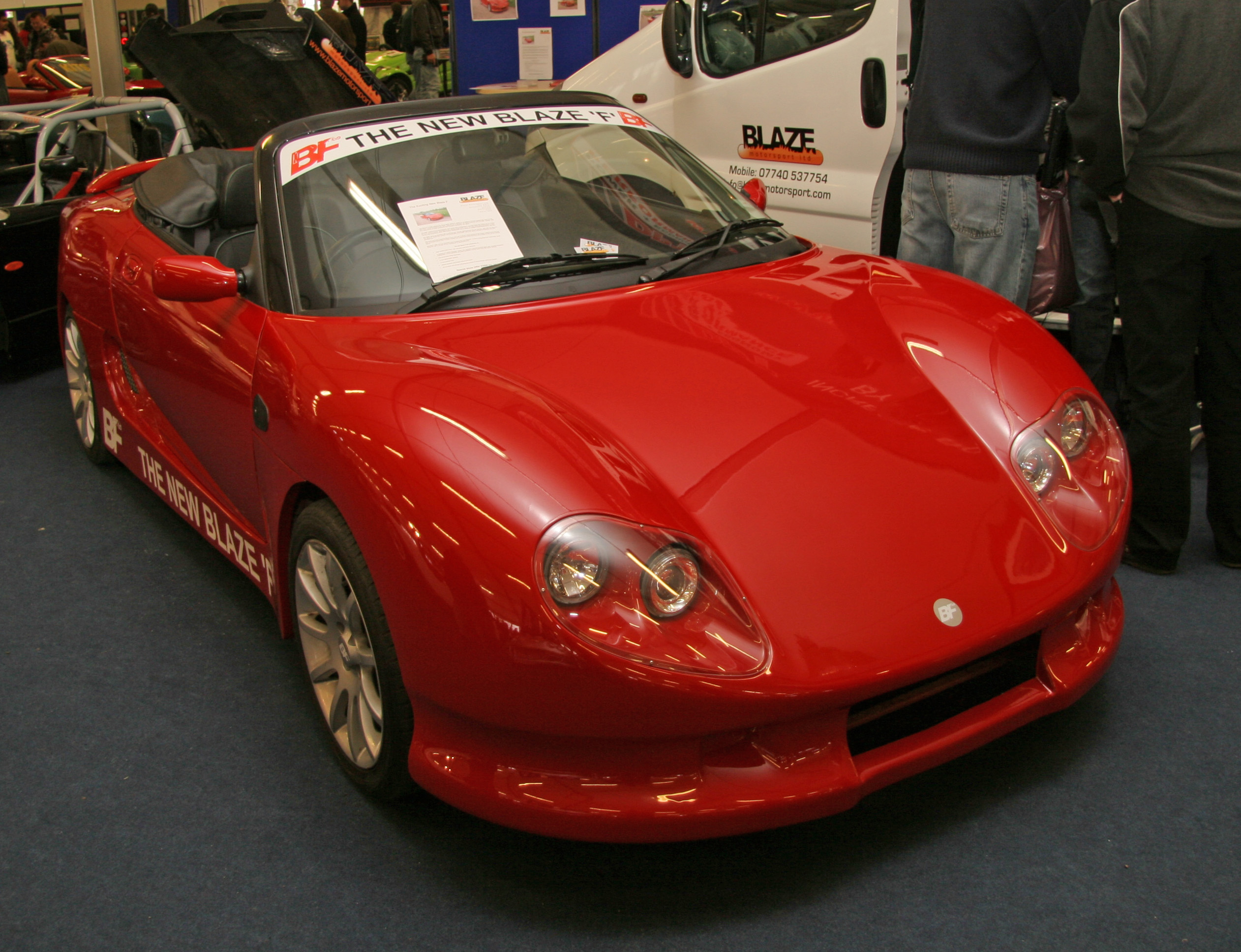
Blaze F

Blaze Motorsport Limited ist ein britischer Hersteller von Automobilen.

## Unternehmensgeschichte
John Timothy Hewat, der zuvor bei Aeon Sportscars tätig war, gründete am 31. Januar 2007 das Unternehmen in Maidstone in der Grafschaft Kent. Andrew John Tomlin war bis zum 31. Januar 2013 ebenfalls im Unternehmen tätig. Sie begannen mit der Produktion von Automobilen und Kits. Der Markenname lautet Blaze. Insgesamt entstanden bisher etwa 45 Exemplare.

## Fahrzeuge
Der RR ist der Nachfolger des Pell Genesis von Pell Engineering Company. Die Rechte an dem Fahrzeug lagen ab 2004 bei Aeon Sportscars, bevor Hewat sie mit nach Blaze Motorsport nahm. Dies ist ein zweisitziger Roadster mit Mittel- oder Heckmotor. Verschiedene Vierzylindermotoren und V8-Motoren treiben die Fahrzeuge an. Von diesem Modell stellte Blaze bisher etwa 20 Fahrzeuge her.
Seit 2007 ergänzt der F das Angebot. Dies ist ein Umbausatz für den MG F und ähnelt dem erstgenannten Modell. Dieses Modell fand bisher etwa 25 Käufer.
Außerdem importiert das Unternehmen seit 2010 den Rennsportwagen Stohr WF 1. Hersteller ist Stohr Cars & Parts aus Portland in Oregon in den USA.